# اچ‌ام‌اس امپایر بتلیکس
اچ‌ام‌اس امپایر بتلیکس (به انگلیسی: HMS Empire Battleaxe) یک کشتی بود که طول آن ۳۹۶ فوت ۵ اینچ (۱۲۰٫۸۳ متر) بود. این کشتی در سال ۱۹۴۳ ساخته شد.